# Ever After High
Az Ever After High 2013-ban indult amerikai internetes 2D-s és 3D-s számítógépes animációs sorozat, amelynek valamennyi webisode-ját a televízióban is leadták. Amerikában a Nickelodeon vetítette, Magyarországon pedig az RTL Klub sugározta a Kölyökklub műsorblokkban, és már lehet nézni az Ever After High weboldalán. A történet a varázslatos mesehősök tinédzserkorú gyermekei közt forog. A gyerekeket szembeállítják sorsukkal, amely egy megadott történet számukra. Ezzel vagy megbarátkoznak, vagy elutasítják ezt...

## Leírás
A mesék több ezer éve léteznek, ezek inspirálják képzeletben a világot. Egyes történetek oly lenyűgözőek, hogy, új generációkkal öröklődött. De nem létezett hely, ahol megtanítsák a legendás szülők tizenéves fiait és lányait. Egészen 1812-ig, mikor is a Grimm fivérek megnyitották az Ever After High kapuit, azt a középiskolát, amely megtanította a következő generációkat úgy élni, mint régen. A meséktől függ az osztály felállása, amit az Előkelők és a Zendülők elődjei határoztak meg. Az igazgató Milton Grimm, aki jelenleg futtatja a középiskolát úgy véli, a jövőbeli mesék a hallgatók figyelmességén múlik, és hogy az előre megírt sors holnapra legendává váljon...

## Elrendezés
Az Ever After High egy nagy kastély egy sziklatetőn. Alatta található az Elveszett mesék tára. Az iskola körül az Elvarázsolt erdő és Fusselvéle falva található.

## Könyvek
Az Ever After High trilógia Shannon Hale-től
|     | Cím                                                      | Kiadás dátuma       | ISBN               |
| --- | -------------------------------------------------------- | ------------------- | ------------------ |
| 1.  | A Mesehősök Végzetkönyve (The Storybook of Legends)      | 2013. október 8.    | ISBN 9780316401227 |
| 2.  | Ki a leggonoszabb a vidéken? (The Unfairest of Them All) | 2014. március 25.   | ISBN 9780316282017 |
| 3.  | Holnemvolt Csodaország (The Wonderlandiful word)         | 2014. augusztus 26. | ISBN 9780316282093 |
| N/A | Once Upon a Time                                         | 2014. október 21.   | ISBN 9780316258210 |

Az Ever After High sorozat Suzanne Selforstól
|    | Cím                          | Kiadás dátuma    | ISBN               |
| -- | ---------------------------- | ---------------- | ------------------ |
| 1. | Next Top Villain             | 2015. január 6.  | ISBN 9780316401289 |
| 2. | Kiss and Spell               | 2015. április 7. | ISBN 9780316401319 |
| 3. | A Semi-Charming Kind of Life | 2015. július 7.  | ISBN 9780316401364 |

## Szereplők

### Előkelő főszereplők
Ezek a diákok elégedettek a sorsukkal
- Apple White

Hófehérke lánya. Apple egy vidám, barátságos és kissé egoista személy, azaz "körülötte forog minden" véleménye szerint. Úgy véli, mindenkinek fel kell vállalnia, jó vagy rossz sorsát, és aktívan dolgozik azon, hogy meggyőzze diáktársait. Az ő feladata az, hogy legyen kedves, nagyvonalú, és mindenekelőtt a szeretett királyné előbb-utóbb. Azonban terheli gyermekkori félelme a kiszámíthatatlan jövő és az előző generáció rosszallása egy szőke Hófehérke miatt. Bár sokak szerint ő a legszebb mindenki közül, Apple szeretné, hogy az emberek észrevegyék vezetői képességeit is.
- Alistair Wonderland

Alice fia az Alice Csodaországban című meséből. Csodaországban ragadt mielőtt Bunny-val Ever After-be utazott, ahol jelenleg is tartózkodik a többi csodaországival. Alistair szereti a jó rejtvényeket, és nagyon szellemes. Néha egy kicsit túl magabiztos önmagával, "rejtvény mesternek" hívja magát, de önzetlen és bátor. Erős érzelmek fűzik Bunny-hoz, de úgy gondolja, hogy csak barátnak látja őt. Általában védekező, amikor a többi fiú beszél Bunny-val.
- Ashlynn Ella

Hamupipőke lánya. Ashlynn egy kedves, segítőkész, empatikus személyiség. Imádja a természetet és az állatokat. Van egy Üvegcipellő nevezetű boltja, ami Fusselvéle falván található, mert imádja a cipőket. Ashlynn és Hunter Huntsman titokban időnként találkozgatnak egymással, az erdőben. Az ok, amiért titokban kellett tartaniuk a kapcsolatukat az, hogy Ashlynn sorsában elvileg nem kap szerepet Hunter, és Ashlynn-nek a sors már kiválasztotta a herceget, aki majd a lábára húzza a cipőt. Kapcsolatukról egy ideig csak Cedar Wood tudott egyedül, de miután Duchess Swan is kiderítette a titkukat, úgy döntöttek hogy bevallják mindenkinek a suliban, hogy együtt vannak. Ashlynn szakított Hunter-rel a rá túl sok nehezedett nyomás miatt, de aztán rögtön úgy döntött hogy a fiú sokkal fontosabb, mint az Előkelő rangja. Bár a Zendülőkhöz társult, ennek ellenére az Előkelők oldalán maradt, mert már aláírta a Mesehősök Végzetkönyvét.
- Blondie Lockes

Aranyfürtöcske lánya. Ő vezeti a "Mirror Cast" hírközlő suliblogot az Ever After High-ban, az interjúkat pedig a TükörFonjával szokta felvenni, illetve közé tenni a nagy képernyőre. Blondie társaságkedvelő és néha kicsit "felpörög". Bármiről van szó: tökéletesen akarja megcsinálni és minden apró részletre odafigyel, valamint mindent jobban akar megcsinálni, ezért kicsit maximalista. Blondie különleges képessége az, hogy bármilyen ajtót ki tud nyitni.
- Briar Beauty

Csipkerózsika lánya. Mivel Briar sorsa az, hogy 100 évig kell aludnia, ahogy az anyukája is tette egykor, ezért nagykanállal akarja falni az életet, míg el nem jön az átok: partikat szervezz a barátnőinek, és mindennap a legújabb divatot követi legjobb barátnőjével, Apple White-tal. Sokszor elalszik véletlenszerű helyeken véletlenszerű időpontokban. A különleges képessége az, hogy sok-sok kilométer távolságról is tisztán hall mindent, de csak alvás közben.
- Bunny Blanc

A Fehér Nyúl lánya az Alice Csodaországban című meséből. Csodaországban ragadt mielőtt Ever After-be utazott, ahol jelenleg is tartózkodik Alistair-rel, és a többi csodaországival. Kissé félénk, de nagyon intelligens. Gyakran ideges, amikor problémát kell megoldani. Emellett érett és szerény másokkal. Képes átalakulni egy fehér nyuszivá. Általában ráncolja a homlokát, amikor a többi lány beszél vele. Erős érzelmek fűzik Alistair-hez, és úgy érzi, hogy ő csak barátnak látja, bár valóban viszonozza az érzéseit.
- Daring Charming

A Daliás Király fia. A testvéreivel ellentétben - akik tipikus mesehősök - ő konkrétan a Hófehérke és a Hét Törpe c. meséből a következő királyfi. Három lánnyal van különleges kapcsolata: Apple White, Lizzie Hearts és Cerise Hood. Apple-el a sorsa miatt. Lizzie-vel csak fogadásból randizott, de aztán rájött, hogy különleges érzelmek fűzik hozzá. Cerise pedig megmentette a Könyvlabda bajnokságot, majd együtt táncoltak a Koronavatón.
- Dexter Charming

A Daliás Király fia. Dexter nagyon félénk, visszahúzódó és óvatos. Barátságos, de ellenben a testvérével nem hízelgő és karizmatikus. Ez akkor válik igazán hangsúlyossá, amikor Raven Queen-nel beszél, akiért egytől-egyig odavan. A sors iróniája, hogy féltékeny bátyjára, aki képes levenni minden lányt a lábáról, viszont ő is rendelkezik hasonló képességekkel, de csak akkor működik, ha leveszi a szemüvegét. C.A. Cupid odavan Dexterért, de ő nem tud róla. Értékes barátként tekint rá.
- Duchess Swan

Odette lánya a Hattyúk tavából. Konfliktusa van a sorssal, hisz ő az Előkelők oldalán áll, mégsem szereti végzetét. Nincsen Boldog Befejezése, ebből adódik keserűsége, valamint az, hogy megbünteti azokat az embereket akiknek Boldog Befejezésük van, és nem akarják átadni neki. Néha erőszakkal próbálja elérni célját egy másik hercegnővel szemben, de eddig nem járt sikerrel. Apple White-ot tekinti ellenfelének, mivel Apple-nek Boldog Befejezése lesz, és Daring Charming lesz a jövendőbelije, akibe Duchess bele van zúgva. Emiatt megragad minden lehetőséget, hogy Apple-t rossz színben tüntesse fel, és Daring-et távol tartsa tőle.
- Faybelle Thorn

A Sötét Tündér lánya a Csipkerózsikából. Az előkelők oldalán áll, a családi becsület miatt. Amikor a Gonosz Királynő ellopta Faybelle édesanyjának szerepét, ő átkozta meg Csipkerózsikát. Faybelle azt akarja, hogy visszatérjen a szerepe, a családja miatt. Faybelle Thorn egy vidám lány, aki várja, hogy ő játssza a gazembert.
- Holly O'Hair

Aranyhaj lánya. Az Előkelők oldalán áll, testvérével ellentétben. Ikertestvére Poppy O'Hair, akinek saját fodrászszalonja van. Mivel Aranyhaj lánya, már megszokhatta, hogy mások arra használják a haját, hogy megszökjenek a toronyból, és úgy tűnik, szívesen segít nekik. Nagyon szeret olvasni, és gyakran mesél a nővérének Poppy-nak történeteket. Jelentős mértékben támaszkodik a saját meséjéhez. Holly titokban odavan Daring Charming-ért, de nem akarja, hogy bárki (elsősorban Apple) megtudja.
- ifj. Hopper Croakington

A Békakirályfi fia. Békaként érzelmes, viszont ember formában nagyon "vagány", de az a lányoknak nem jön be, így visszaváltozik békává.
- Lizzie Hearts

A Szívkirálynő lánya, az Alice Csodaországban című meséből. Lizzie hajlamos arra, hogy elítélje az embereket lefejezéssel, akárcsak az édesanyja, de valójában egy kedves lány. A csodaországi felkiáltásait gyakran félreértik Ever After polgárai. Bár szereti és elfogadja sorsát, de Lizzie azt tervezi, hogy egy kedvesebb és csendesebb Szív Királynő lesz. Lizzie Ever After-t kissé fellazultnak találta (kezdetben úgy gondolta, hogy Ever After túl "hétköznapi"), valószínűleg megváltoztatta a véleményét az új társaság pl.: Briar Beauty - aki elmagyarázta neki, hogy uralkodhat a maga módján, és Daring Charming - aki lehet, hogy azon kevesek egyike, akik megértik Lizzie-t.

### Zendülő főszereplők
Ezek a diákok nem értenek egyet a sorsukkal, és saját sorsot akarnak:
- Raven Queen

A Gonosz Királynő lánya a Hófehérkéből. A közhiedelemmel ellentétben Raven nem gonosz, vagy nem annyira mint gondolják. Kedves és figyelmes valamint szarkasztikus oldala is van, ezért "igazságtalan" hírnévvel rendelkezik. Amikor az emberek próbálják megismerni Raven szkeptikus a dologgal kapcsolatban, de nem annyira, hogy korlátozza a barátkozást. Bár Raven egy ideig azt állította nem foglalkozik a nagy Ő-vel, és nem pazarolja az energiáját randizásra, a True Hearts Day 1. részében megváltozik a véleménye, amikor Dexter egy szerelmes verset ír neki, ám az D. Charming néven írja alá a vallomását, amiről a lány azt hiszi, hogy a bátyja, Daring Charming írta a verset, miután elmegy mellette a folyosón. A 3. részben azonban mire Raven rájön hogy valójában Dexter írta a levelet, addig C.A Cupid már lefoglalja a fiút a partin.
- C.A. Cupid

Erosz örökbe fogadott lánya, aki a szerelem istene a görög mitológiában. Ő egyébként a Monster High-ban debütált, majd 2013. április 23-án egy búcsúepizóddal pártolva C.A. Cupid karaktere automatikusan átt lett téve az Ever After High-hoz. C.A. Cupid kedves természetű és segítőkész a szerelmi ügyekben, valamint eléggé karrier-központú. Több részben is látható, hogy Cupid odavan Dexter Charming-ért, viszont a fiú Raven-be szerelmes, ezért Cupid szomorú.
- Cedar Wood

Pinokkió lánya. Úgy gondolnánk, hogy Cedar egy tapasztalt hazug, de ennek az ellenkezője igaz. Fiatal korában, az apja arra kérte a Kék tündért, hogy igazság varázslatot szórjon rá, ami megakadályozza, hogy hazudjon. A varázslat nem fog elmúlni, amíg a története el nem kezdődik. A barátai megértik helyzetét, és nem tartanak tőle, de óvatosan kell bánnia a titkokkal. Cedar kissé félénk, ugyanakkor nagyon beszédes is tud lenni.
- Cerise Hood

Piroska lánya. Mindenki tudja, hogy édesanyja Piroska, de azt, hogy az apja a farkas azt nem. Ő az a személy, aki nem aszerint a szabály szerint született, amit a sors diktált. Emiatt nem kívánja megváltoztatni, a saját és szülei érdekében. Mivel részben farkas, Cerise kiváló sportoló, ha nem is a legjobb az iskolában. Természetesen nem szeretné, ha kitudódna titka, ezért kénytelen farkasfüleit csuklyával eltakarni minden nap. Hajlamos arra, hogy farkas-szerű kitörései legyenek, ami óriási kellemetlenséggel jár, főleg amikor próbálja leplezni.
- Darling Charming

A Daliás Király lánya. Még nem derült ki, hogy milyen mesében szerepel, hiszen sok történetben van szükség a bájos hercegnőre. Darling szemérmes és bájos. Amikor dobálja a haját, és mosolyog illedelmesen, annyira lenyűgöző, hogy lelassítja az időt. Darling hihetetlen értelme a kaland és az akció - sokkal inkább élné az életét egy merész hősként, mint egy kecses hercegnőként. Egy lovagi páncéllal rejti el magát, hogy ne tudják meg, hogy valójában egy hercegnő.
- Ginger Breadhouse

A mézeskalács-házikós boszorkány lánya a Jancsi és Juliskából. Ginger egy félénk lány, aki nem szereti a sorsát, és inkább cukrász a saját főzőműsorában. Édes természetű és megbocsátó. Titkos varázslatokat tud belesütni az ételekbe. Odavan Hopper Croakington II-ért.
- Hunter Huntsman

A vadász fia, aki egy közönséges, gyakori karakter a mesékben. Hunter kissé dicsekvő tud lenni, ugyanakkor nagyon határozott személyiség is, látszólag nem zavarja őt, hogy a Zendülők táborát erősíti. Hunter és Ashlynn Ella titokban együtt járnak. Az ok, amiért titokban kell tartaniuk a kapcsolatukat, bizonyosan az, hogy minden egyes karakternek követni kell a sorsát, és Hamupipőke lányának sorsában elvileg nem kap helyet Hunter Huntsman.
- Kitty Cheshire

A Vigyori macska lánya az Alice Csodaországban című meséből. Az egyetlen oka annak, hogy Kitty szeretné követni a sorsát, az, hogy az anyja büszke legyen rá és egy nap olyan akar lenni, mint ő - egy gyönyörű, okos csínytevőmester. Kitty inkább titkolja hovatartozását, hogy mindenki találgasson.. Kitty, imád bajt keverni és csínytevéseket űzni a tanárokkal. Általában mosolyog, még akkor is, ha bosszús. Madeline Hatterrel együtt hallja a mesélőket, ám sokszor figyelmen kívül hagyja párbeszédüket. A kötés megszállottja, szereti a fonalakat, ahogy egy macskához illik. Bármennyire is szereti idegesíteni társait, lojális és betartja szavát, főleg a Csodaországban történtek miatt.
- Madeline Hatter

A Bolond Kalapos lánya az Alice Csodaországban című meséből. Maddie Raven legjobb barátja. Maddie a legőrültebb ugyanakkor a legmosolygósabb lány is az Ever After High-ban. Kedves, szuper barátságos, ugyanakkor a személyisége viszont furcsává válik, ha elkezd beszélni a mesélőkhöz, vagy éppen a teaidő jön el nála. Utóbbihoz mindig vele tart a kis egere, Earl Grey aki segít a kalapjából előhozni a teáskészleteket, ami Maddie állítása szerint mindig nála van valahol. Maddie habár mindig vidámnak látszik, nem mindig örül annak, hogy az emberek bolondnak szólítják, különösen akkor, amikor elmondja nekik hogy bele tud látni a jövőbe, és az emberek egy össze-vissza zagyváló, őrült lányt látnak benne.
- Melody Piper

A suli DJ-je a Koronavatón. A Harlemi patkányfogó c. mese része, ismeretlen okból zendülő.
- Poppy O'Hair

Aranyhaj másik lánya, de a sorsa ismeretlen, hiszen ikertestvére Holly követi anyjuk sorsát. A Hajtorony fodrászszalonban dolgozik, mely Fusselvéle falván található. Poppy imádja gondozni a hajat és el szeretné érni a legjobb stylist a városban titulust. A nővére jellemzése alapján élvez "rövid vágásokat" adni. Ikertestvére Holly O'Hair lesz az új Aranyhaj, mert ő előbb született, bár erről nemrég kiderült, hogy nem igaz, mégis Holly marad ennél a sorsnál. Édesnek találja Sparrow Hood-ot, de azt nem szereti benne, hogy magáról énekel.
- Sparrow Hood

Robin Hood fia. Azért lett zendülő, mert "szívesebben látná magát egy koncertplakáton, mint egy körözési plakáton". Folyton énekel, és gitározik, leginkább magáról.

## Webizódok és speciális TV-s filmek
Az Ever After High fejezetei több mint egy tucat webizódból és egy speciális televíziós filmből állnak.
A dőlt betűs cím nem a hivatalos cím. Nem adták ki magyarul.
A kezdetek kezdetén
|    | Eredeti cím                        | Magyar cím                | Kiadás dátuma      |
| -- | ---------------------------------- | ------------------------- | ------------------ |
| 1. | The World of Ever After High       | Az Ever After High világa | 2013. május 30.    |
| 2. | Apple's Tale: The Story of a Royal | Apple meséje              | 2013. május 30.    |
| 3. | Raven's Tale: The Story of a Rebel | Raven meséje              | 2013. május 30.    |
| 4. | The Tale of Legacy Day             | Az Örökség Napja          | 2013. november 26. |

1. fejezet
|     | Eredeti cím                  | Magyar cím               | Kiadás dátuma        |
| --- | ---------------------------- | ------------------------ | -------------------- |
| 1.  | Stark Raven Mad              | Raven megharagszik       | 2013. június 18.     |
| 2.  | True Reflections             | Tükröm, tükröm           | 2013. július 2.      |
| 3.  | Maddie-in-Chief              | A bolond diákelnök       | 2013. július 16.     |
| 4.  | Here Comes Cupid             | Íme Cupid!               | 2013. július 30.     |
| 5.  | Briar's Study Party          | Briar tanulóbulija       | 2013. augusztus 13.  |
| 6.  | The Shoe Must Go On          | Üvegcipellő helyett      | 2013. augusztus 27.  |
| 7.  | The Cat Who Cried Wolf       | Kilóg a farkasláb        | 2013. szeptember 10. |
| 8.  | Cedar Wood Would Love to Lie | Pinokkió lánya hazudna   | 2013. szeptember 25. |
| 9.  | Catching Raven               | Dexter szerelmes         | 2013. október 29.    |
| 10. | The Day Ever After           | Örökkön örökké és azután | 2013. december 10.   |
| 11. | Replacing Raven              | Raven cseréje            | 2013. december 17.   |

2. fejezet
|     | Eredeti cím                        | Magyar cím                           | Kiadás dátuma        |
| --- | ---------------------------------- | ------------------------------------ | -------------------- |
| 1.  | Blondie's Just Right               | Blondie-nak igaza van!               | 2014. január 7.      |
| 2.  | True Hearts Day Part 1             | Igaz Szívek Napja - 1. rész          | 2014. január 21      |
| 3.  | True Hearts Day Part 2             | Igaz Szívek Napja - 2. rész          | 2014. február 4.     |
| 4.  | True Hearts Day Part 3             | Igaz Szívek Napja - 3. rész          | 2014. február 18.    |
| 5.  | Class Confusion                    | Tantárgyak                           | 2014. március 4.     |
| 6.  | Apple's Birthday Bake Off          | Apple születésnapja                  | 2014. március 18.    |
| 7.  | The Beautiful Truth                | A valódi szépség                     | 2014. április 1.     |
| 8.  | MirrorNet Down                     | TükörNet SzüNet                      | 2014. április 15.    |
| 9.  | Rebel's Got Talent                 | A Gonosz-Faktor                      | 2014. április 29.    |
| 10. | Once Upon A Table                  | Tiszta bolondokháza!                 | 2014. május 13.      |
| 11. | Blondie Branches Out               | Blondie családfája                   | 2014. május 27.      |
| 12. | Poppy The Roybel                   | Poppy a Zelőkelő                     | 2014. június 10.     |
| 13. | O'Hair's Split Ends                | Hajvégek                             | 2014. június 24.     |
| 14. | Maddie's Hat-Tastic Party          | Maddie ereszd-el-a-kalapom teazsúrja | 2014. július 8.      |
| 15. | Lizzie Hearts Fairytale First Date | Lizzie mesés randija                 | 2014. július 22.     |
| 16. | Apple's Princess Practice          | Egy hercegnő mindennapjai            | 2014. augusztus 5.   |
| 17. | Lizzie Shuffles The Deck           | Lizzie az ász!                       | 2014. augusztus 19.  |
| 18. | Duchess Swan's Lake                | Hattyú tava                          | 2014. szeptember 2.  |
| 19. | Cerise's Picnic Panic              | Piknik pánik                         | 2014. szeptember 16. |
| 20. | Kitty's Curious Tale               | Kitty, a ravasz kiscica              | 2014. szeptember 30. |
| 21. | Cupid Comes Clean... Kinda         | Cupid színt vall... Nagyjából        | 2014. október 11.    |
| 22. | And the Thronecoming Queen is...   | És a bálkirálynő nem más, mint...    | 2014. november 25.   |
| 23. | Best Feather Forward               | Hattyúdal                            | 2014. december 23.   |

3. fejezet
|     | Eredeti cím                                        | Magyar cím                | Kiadás dátuma        |
| --- | -------------------------------------------------- | ------------------------- | -------------------- |
| 1.  | Ginger in the BreadHOUSE                           | A mézeskalácsház lánya    | 2015. január 6.      |
| 2.  | Ashlynn's Fashion Frolic                           | Ashlynn divatbakija       | 2015. március 13.    |
| 3.  | An Hexclusive Invitation                           | Varázslatos meghívó       | 2015. március 27.    |
| 4.  | Chosen with Care                                   | Gondos kiválasztás        | 2015. április 10.    |
| 5.  | Just Sweet                                         | Édes és kész              | 2015. április 23.    |
| 6.  | Through the Woods                                  | Az Elvarázsolt Kerek Erdő | 2015. május 8.       |
| 7.  | Baking and Entering                                | Mézeskalács és zabkása    | 2015. május 22.      |
| 8.  | Date Night                                         | A randevú                 | 2015. június 5.      |
| 9.  | Driving Me Cuckoo                                  | Palikakukkok              | 2015. június 19.     |
| 10. | Bog Bash                                           | Buli a lápon              | 2015. július 3.      |
| 11. | Faybelle's Choice                                  | Fayebelle választása      | 2015. július 16.     |
| 12. | The Legacy Orchard                                 | Az Örökség-gyümölcsös     | 2015. július 31.     |
| 13. | Sugar Coated                                       | Cukormáz                  | 2015. szeptember 4.  |
| 14. | Fairest on Ice                                     | Ki a legszebb a jégen?    | 2015. szeptember 18. |
| 15. | Heart Struck                                       | Szívügyek                 | 2015. október 2.     |
| 16. | Bunny + Alistair 4 Ever After                      |                           | 2015. október 16.    |
| 17. | Croquet-tastrophe!                                 | Krikett-tasztrófa         | 2015. november 13.   |
| 18. | Save Me, Darling!                                  | Ments meg, Darling!       | 2015. november 27.   |
| 19. | Rosabella's Animal Rescue/Rosabella and the Beasts | Rosabella és az állatok   | 2015. december 4.    |
| 20. | What's in the Cards for Courtly Jester?            |                           | 2015. december 11.   |
| 21. | Tri-Castle-On                                      | Triatlon                  | 2015. december 25.   |

4. fejezet
|    | Eredeti cím                            | Magyar cím                     | Kiadás dátuma        |
| -- | -------------------------------------- | ------------------------------ | -------------------- |
| 1. | Moonlight Mystery                      | Holdfény rejtély               | 2016. április 7.     |
| 2. | Wish List                              | Kívánságlista                  | 2016. április 22.    |
| 3. | A Tale of Two Parties                  | Két buli története             | 2016. május 6.       |
| 4. | Piping Hot Beats                       | Forró dallamokat fújva         | 2016. május 20.      |
| 5. | Thumb-believable!                      | Hihetetlen-hüvely!             | 2016. június 3.      |
| 6. | Beanstalk Bravado                      | Babszár bravúr                 | 2016. június 17.     |
| 7. | Meeshell comes out of her Shell        | Meeshell előjön a kagylóhéjból | 2016. szeptember 9.  |
| 8. | There's No Business Like Snow Business | Havat hányó hóhányók           | 2016. szeptember 23. |
| 9. | A Big Bad Secret                       | Egy nagy gonosz titok          | 2016. október 7.     |

Speciális televíziós filmek
|    | Eredeti cím         | Magyar cím             | Kiadás dátuma       |
| -- | ------------------- | ---------------------- | ------------------- |
| 1. | A Tale of Two Tales | Két történet története | 2013. december 15.  |
| 2. | True Hearts Day     | Tiszta szívek napja    | 2014. február 9.    |
| 3. | Thronecoming        | Koron-avató            | 2014. november 2.   |
| 4. | Spring Unsprung     | Zűrös tavasz           | 2015. február 6.    |
| 5. | Way Too Wonderland  | Túl sok Csodaország    | 2015. augusztus 13. |
| 6. | Dragon Games        | Sárkányviadal          | 2016.               |
| 7. | Epic Winter         |                        |                     |

## Magyar hangok
- Apple White: Kántor Kitty
- Raven Queen: Zsigmond Tamara
- Briar Beauty: Bogdányi Titanilla
- Madeline Hatter: Kokas Piroska
- Blondie Lockes: Csuha Bori
- C.A. Cupid: Nemes Takách Kata
- Ashlynn Ella: Vágó Bernadett
- Hunter Huntsman: Széles Tamás
- Cedar Wood: Bánfalvi Eszter
- Cerise Hood: Sipos Eszter Anna
- Daring Charming: Kisfalusi Lehel
- Dexter Charming: Hamvas Dániel
- Hopper Croakington II: Berkes Bence
- Holly O'Hair: Roatis Andrea
- Lizzie Hearts: Szabó Emília
- Kitty Cheshire: Hermann Lilla
- Sparrow Hood: Szabó Máté
- Duchess Swan: Dögei Éva
- Faybelle Thorn: Lamboni Anna
- Ginger Breadhouse: Laudon Andrea (Zűrös tavaszban) Vági Viktória (webepizódokban)
- Milton Grimm: Forgács Gábor
- Giles Grimm: Harsányi Gábor
- Férfi narrátor: Kassai Károly
- Női narrátor: Frajt Edit